# Frits Scholten
Frederikus Theodorus (Frits) Scholten (Hengelo, 1959) is een Nederlands kunsthistoricus, conservator en hoogleraar.

## Leven en werk
Scholten studeerde kunstgeschiedenis. Hij werkte bij het Haags Gemeentemuseum en werd in 1993 senior conservator beeldhouwkunst van het Rijksmuseum Amsterdam. Als curator was hij onder meer in 1998-1999 betrokken bij de tentoonstellingen rond Adriaen de Vries in het Rijksmuseum, het Nationalmuseum in Stockholm en het The J. Paul Gettymuseum in Los Angeles. Voor zijn Engelstalige tentoonstellingscatalogus ontving hij de Eric Mitchell Prize 2000.
In 2003 promoveerde Scholten aan de Universiteit van Amsterdam op de 17e-eeuwse Nederlandse grafsculptuur. Van 2009 tot 2016 was hij bijzonder hoogleraar 'Theorie en Geschiedenis van de Collectievorming' aan de Vrije Universiteit. In 2016 werd hij benoemd tot hoogleraar Geschiedenis van de Westerse beeldhouwkunst, in het bijzonder van de Nederlanden, van de late Middeleeuwen tot 1800, aan de Faculteit der Geesteswetenschappen van de Universiteit van Amsterdam.
Scholten publiceert over Europese beeldhouwkunst en toegepaste kunst. Hij is redacteur het Wallraf-Richartz Museum Jahrbuch, de serie Studies in Netherlandish Art and Cultural History, Kunstschrift en (tot 2021) het Nederlands Kunsthistorisch Jaarboek. Hij is sinds 1998 lid van CODART

## Enkele publicaties
- F.T. Scholten (1983) Rombout Verhulst in Groningen. Zeventiende eeuwse praalgraven in Midwolde en Stedum. Utrecht: Stichting Matrijs. Stad en Lande historische reeks 1/2.
- Frits Scholten (1995) Gebeeldhouwde portretten. Deel 6 uit de serie Aspecten van de verzameling Beeldhouwkunst en Kunstnijverheid. Amsterdam: Rijksmuseum Amsterdam / Zwolle: Waanders Uitgevers
- Frits Scholten (1998) Adriaen de Vries, 1556-1626. Keizerlijk beeldhouwer. Zwolle: Waanders Uitgevers.
- Henk van Os, Jan Piet Filedt Kok, Ger Luijten en Frits Scholten (2000) Nederlandse kunst 1400-1600. Amsterdam: Rijksmuseum / Zwolle: Waanders Uitgevers.
- Frits Scholten (2003) "‘Veel treffelijke begraaf-plaatsen’, de grafmonumenten en epitafen", in G.W.C. van Wezel (2003) De Onze-Lieve-Vrouwekerk en de grafkapel voor Oranje-Nassau te Breda. Zeist: Rijksdienst voor de Monumentenzorg / Zwolle: Waanders Uitgevers.
- Frits Scholten (2003) Sumptuous Memories. Studies in seventeenth-century Dutch tomb sculpture. Zwolle: Waanders Uitgevers. Dissertatie.
- Frits Scholten (2005) De dreigende Liefde : Een beeld van Falconet. Zwolle: Uitgeverij Waanders / Amsterdam: Rijksmuseum. ISBN 9040091323. Over het beeld L'Amour menaçant.
- Reinier Baarsen, Robert-Jan te Rijdt, Frits Scholten (red.) (2006) Nederlandse kunst in het Rijksmuseum 1700-1800. Zwolle: Waanders / Amsterdam: Rijksmuseum. ISBN 90-40090173.
- Frits Scholten, Anne Berk, Jan Teeuwisse (2007) Caspar Berger: Imago. Zwolle: Waanders Uitgevers.
- Frits Scholten (2007) Isabella's pleurants. Tien beelden van een Bourgondisch praalgraf. Amsterdam: Rijksmuseum. ISBN 978-90-86890057.
- Frits Scholten (2008) Judith Pfaeltzer. Het beeld als landschap. Zwolle: Waanders Uitgevers.
- Frits Scholten (2016) Frits van Hall (1899-1945): beeldhouwer van de gereserveerde gratie. Zwolle: Waanders Uitgevers. ISBN 978-9462620957.
- Frits Scholten (2017) De bacchant en andere late werken van Adriaen de Vries. Amsterdam: Rijksmuseum. ISBN 978-94-9171484-9
- Gudrun Swoboda en Frits Scholten (2019) Caravaggio, Bernini : vroege barok in Rome. Amsterdam: Rijksmuseum / Wenen: Kunsthistorische Museum.